# Malajkhand
Malajkhand è una suddivisione dell'India, classificata come municipality, di 32.326 abitanti, situata nel distretto di Balaghat, nello stato federato del Madhya Pradesh. In base al numero di abitanti la città rientra nella classe III (da 20.000 a 49.999 persone).

## Geografia fisica
La città è situata a 22° 06' 51 N e 80° 34' 31 E.

## Società

### Evoluzione demografica
Al censimento del 2001 la popolazione di Malajkhand assommava a 32.326 persone, delle quali 16.144 maschi e 16.182 femmine. I bambini di età inferiore o uguale ai sei anni assommavano a 4.437, dei quali 2.223 maschi e 2.214 femmine. Infine, coloro che erano in grado di saper almeno leggere e scrivere erano 20.128, dei quali 11.386 maschi e 8.742 femmine.